# Lynwood Slim
Lynwood Slim (Los Angeles, 19 de agosto de 1953 - 4 de agosto de 2014) foi um gaitista de blues e cantor estadounidense.

## Biografia
Lynwood Slim nasceu em 19 de agosto de 1953 sob o nome de batismo de Richard Dennis Duran em Los Angeles, Califórnia e faleceu em 4 de agosto de 2014. Slim ficou conhecido como um cantor no estilo  "smooth jazz" bem como o seu jeito fácil de tocar gaita e flauta no blues.
Slim começou tocando gaita aos 15 anos e trumpete aos 18. Suas primeiras influências incluíram Jimmy Reed, Little Walter e Big Walter Horton. Ele tocou na cena musical de Los Angeles e depois mudou-se para Minneapolis, Minnesota, em 1974. Ele se tornou uma grande força na cena musical, ganhando varios prêmios de melhor banda de blues em 1986.
Em 1988 mudou-se para Amsterdã e  voltou para Los Angeles no final do mesmo ano. Ele começou a trabalhar com Junior Watson, assimcomo com os ex-alunos da Hollywood Fats Band Larry Taylor, Fred Kaplan e Richard Innes. Começou a tocar flauta depois de ouvir James Moody e Herbie Mann .
Suas gravações incluíram vários álbuns solo, mas também, varios outros  como artista convidado, produtor, engenheiro, arranjador e compositor. Slim assinou recentemente, contrato com a Delta Groove, uma gravadora independente com sede em Van Nuys, Califórnia . Ele excursionou e gravou nos Estados Unidos, bem como na Europa, América do Sul e Austrália . No Brasil, realizou turnê com o guitarrista brasileiro Igor Prado Blues Band, com quem gravou o  album "Brazilian Kicks". 
A saúde de Slim piorou desde o início de 2011. Inicialmente ele foi diagnosticado com hepatite C, que superou, mas os danos ao fígado causaram cirrose . No final de 2011, Slim recebeu a notícia de que sem um transplante de fígado ele sobreviveria apenas por dois anos. Em julho de 2014, ele sofreu um derrame e morreu devido a problemas de saúde crescentes em 4 de agosto de 2014.  Slim não tinha plano de saúde e sua família aceitava doações por meio de seu site. 

## Discografia
- 1996: Soul Feet (Atomic Theory ATM1121)
- 1991: Perdido na América (Black Magic CD9017)
- 1994: Too Small to Dance (Black Magic CD9025) com Big Rhythm Combo (featuring Kid Ramos)
- 1997: Perdido na América (Atomic Theory ATM1135) 1998: Back to Back (CrossCut 11059) com Junior Watson
- 1998: Off The Wall Jive (Gold Plate GP220371) com Mannie & The Swingin' Hipshakers (com Kid Ramos, Otis Grand) 1999: Too Small to Dance (Pacific Blues PBRC9902) reedição
- 1999: World Wide Wood (Pacific Blues PBRC9903)
- 2006: Última chamada (Delta Groove DGPCD108)
- 2010: Brazilian Kicks (Delta Groove DGPCD141) com Igor Prado Band
- 2014: Hard to Kill (Rip Cat RC1116) apresentando Johnny "Cat" Soulbrand, The Red Wagons, Alberto Colombo, Nico Duportal, Kid Ramos, Trickbag, Fariz Bouzit, Bluescrowns, Igor Prado Band, Mark Dufresne.